# Задубровцы
Задубровцы (укр. Задубрівці) — село в Снятынской городской общине Коломыйского района Ивано-Франковской области Украины.
Население по переписи 2001 года составляло 1838 человек. Почтовый индекс — 78331. Телефонный код — 03476.

## История
1469 год — первое письменное упоминание о селе.
В 1934-1939 годах село было центром объединённой сельской гмины. В гмину входило 6 сёл Снятинского уезда.
1 мая 2018 года — в селе варварски разрушен памятник Тарасу Григорьевичу Шевченко.

## Церковь
В селе действуют два храма Ивано-Франковской епархии УПЦ КП (настоятель — митрофорный протоиерей Василь Захарук):
- Храм перенесения мощей святителя Николая Мирликийского, освящён в декабре 1996 года.
- Храм Почаевской иконы Божьей Матери, освящён в 2007 году.

## Известные уроженцы
- Гладий, Василий Иванович (1972) — народный депутат Украины.
- Гуцуляк Борис Михайлович (17 июля 1927, Задубровцы) — украинский химик, доктор химических наук, профессор.
- Захарук Дмитрий Васильевич (1940) — украинский деятель, глава исполнительного комитета Ивано-Франковской областной рады народных депутатов, народный депутат Украины І-го демократического созыва.
- Микитюк Иван Васильевич (5 июля 1948, Задубровцы) — украинский скульптор, профессор, Заслуженный деятель искусств[2].
- Ступарик Богдан Михайлович (1940—2002) — украинский педагог.